# Dabbermadu, Lingsugur
Dabbermadu là một làng thuộc tehsil Lingsugur, huyện Raichur, bang Karnataka, Ấn Độ. Mã làng là 584122 <ref>"Làng Dabbermadu". Onefivenine.com. Truy cập ngày 2 tháng 3 năm 2015.